# Fenghua
Fenghua ⓘ (en chino, 奉化区; pinyin, Fènghuà qū)  es un distrito urbano bajo la administración directa de la subprovincia de Ningbo en la Provincia de Zhejiang, República Popular China. Su área es de 1217 km² y su población para 2017 superó el 1/2 millón de habitantes. 
Desde el punto de vista geográfico, la ciudad está dominada por las cordilleras Tiantai y Siming.
En esta ciudad nació el general Chiang Kai-shek (1887-1975), quien fue dictador de la República de China.

## Administración
El distrito de Fenghua se divide en 11  pueblos que se administran en 5 subdistritos y 6 poblados:
Subdistrito:
- Jinping (锦屏街道)
- Yuelin (岳林街道)
- Jiangkou (江口街道)
- Xiwu (西坞街道)
- Xiaowangmiao (萧王庙街道)

Poblados:
- Xikou (溪口镇)
- Chunhu (莼湖镇)
- Shangtian (尚田镇)
- Dayan (大堰镇)
- Qiucun (裘村镇)
- Song'ao (松岙镇)